# Magdalena Maleewa
Magdalena Georgiewa Maleewa (bulgarisch Магдалена Георгиева Малеева, wiss. Transliteration Magdalena Georgieva Maleeva; * 1. April 1975 in Sofia) ist eine ehemalige bulgarische Tennisspielerin.
Sie spielte zwischen 1989 und 2005 auf der WTA Tour. Die Siegerin von zehn WTA-Turnieren im Einzel und fünf im Doppel hat zwei Schwestern, Manuela und Katerina. Alle drei erreichten die Top Ten der Weltrangliste und brachen mehrere Rekorde. So wurden alle drei 1993 gleichzeitig unter den Top 15 geführt. Bei den Australian Open, den French Open und in Wimbledon gehörten alle zu den 16 gesetzten Spielerinnen. Bei den French Open schrieben sie dann gemeinsam Grand-Slam-Geschichte, als sie 1993 allesamt das Achtelfinale erreichten. Manuela war die erfolgreichste des Trios und erreichte 1984 Platz 3 der Weltrangliste, Katerina wurde 1990 auf Platz 6 notiert und Magdalena kann Position 4 (im Doppel Platz 13) als bestes Platzierung vorweisen.

## Karriere
Ihre größten Erfolge feierte Magdalena Maleewa in der Halle auf Teppich oder auf ihrem Lieblingsbelag „Indoor Hardcourt“. Sie gewann dreimal das WTA-Turnier in Moskau (Rekordsiegerin, 2002 als Tier I) und 1994 das Turnier (auch Tier I) in Zürich.
In ihrer besten Saison (1995) erreichte sie neben den drei Titeln zudem jeweils das Endspiel bei den großen Turnieren von Hilton Head, Leipzig und Berlin. Am Ende des Jahres stand sie auf Position 6, ihre beste Jahresendposition. Im folgenden Jahr erreichte sie nach dem Finale von Madrid mit Platz 4 das beste Ranking ihrer Karriere.
Zwischen 1996 und 1998 plagten sie zunehmend Verletzungen. Eine Schulteroperation führte zu einer einjährigen Pause (1998/1999). Nach ihrer Rückkehr kämpfte sie sich erneut unter die besten 15 der Welt. Zweimal war sie im Jahr 2003 nur einen Sieg von der Rückkehr in die Top Ten entfernt. Im selben Jahr hatte sie auch ihre beste Doppelsaison, als sie mit Liezel Huber das Tier-I-Turnier von Miami und das Tier-II-Turnier von Warschau gewann und am Jahresende als Ersatzfrau zum Masters der vier besten Teams reisen durfte. Sie erreichte 2001 und 2002 noch einmal das Masters, nachdem sie sich dort bereits 1993, 1994 und 1995 qualifiziert hatte. Ihr bestes Abschneiden bei einem Grand-Slam-Turnier erzielte sie mit dem Einzug ins Viertelfinals bei den US Open im Jahr 1992.
Eine traumatische Erfahrung musste Maleewa 1993 als Viertelfinalgegnerin von Monica Seles in Hamburg machen, als diese durch ein Messerattentat des geisteskranken Graf-Anhängers Günter Parche verwundet wurde.
Maleewa konnte in ihrer Karriere fast alle Größen des Tennissports besiegen, darunter Martina Navrátilová, Lindsay Davenport, Venus Williams, Mary Pierce und Conchita Martínez. Nach einer Zweitrundenniederlage in Zürich gegen Patty Schnyder gab sie Ende 2005 ihren Rücktritt bekannt.

## Privates
Magdalena Maleewa ist seit 2004 mit ihrem langjährigen Freund Lubomir Nakow verheiratet. Am 27. Juni 2007 bekam sie ihr erstes Kind, das sie nach ihrer Mutter den Namen Yulia nannte. Sie vertritt heute ihre eigene Modelinie Capasca und ist in verschiedenen Bereichen tätig, wie z. B. in der biologischen Landwirtschaft und der Baumzucht in Sofia.

## Turniersiege

### Einzel
- 2003 Birmingham (Tier III – Rasen)
- 2002 Moskau (Tier I – Teppich/Halle)
- 2001 Budapest (Tier III – Sand)
- 1999 Pattaya (Tier IVb – Hartplatz)
- 1995 Chicago (Tier II – Hartplatz) / Moskau (Tier III – Halle) / Oakland (Tier II – Halle)
- 1994 Moskau (Tier III – Teppich/Halle) / Zürich (Tier I – Teppich/Halle)
- 1992 San Marino (Tier III – Hartplatz)

### Doppel
- 2005 – Gold Coast (mit Jelena Lichowzewa, Tier III – Hartplatz)
- 2003 – Miami (mit Liezel Huber, Tier I – Hartplatz); Warschau (auch Huber, Tier II – Sand)
- 2002 – Antwerpen (mit Patty Schnyder, Tier II – Teppich/Halle)
- 1991 – Bol (mit Laura Golarsa, Tier V – Sand)